# Dratów (jezioro)
Dratów lub Łokietek – jezioro na Równinie Łęczyńsko-Włodawskiej, położone w gminie Ludwin, w powiecie łęczyńskim, w woj. lubelskim.
Dratów jest zbiornikiem (jeziorem) sztucznym, zasilanym wodą z kanału Wieprz-Krzna. Ma około 107 ha powierzchni. Głębokość od 0,5 do 2,5 metra. Brzeg ze sztucznego nasypu pokryty betonowymi płytami, porośnięty trzciną i sitowiem. Jezioro nie posiada kąpieliska, ale stanowi miejsce zawodów wędkarskich. Nad jeziorem położona jest wieś Dratów.

## Galeria

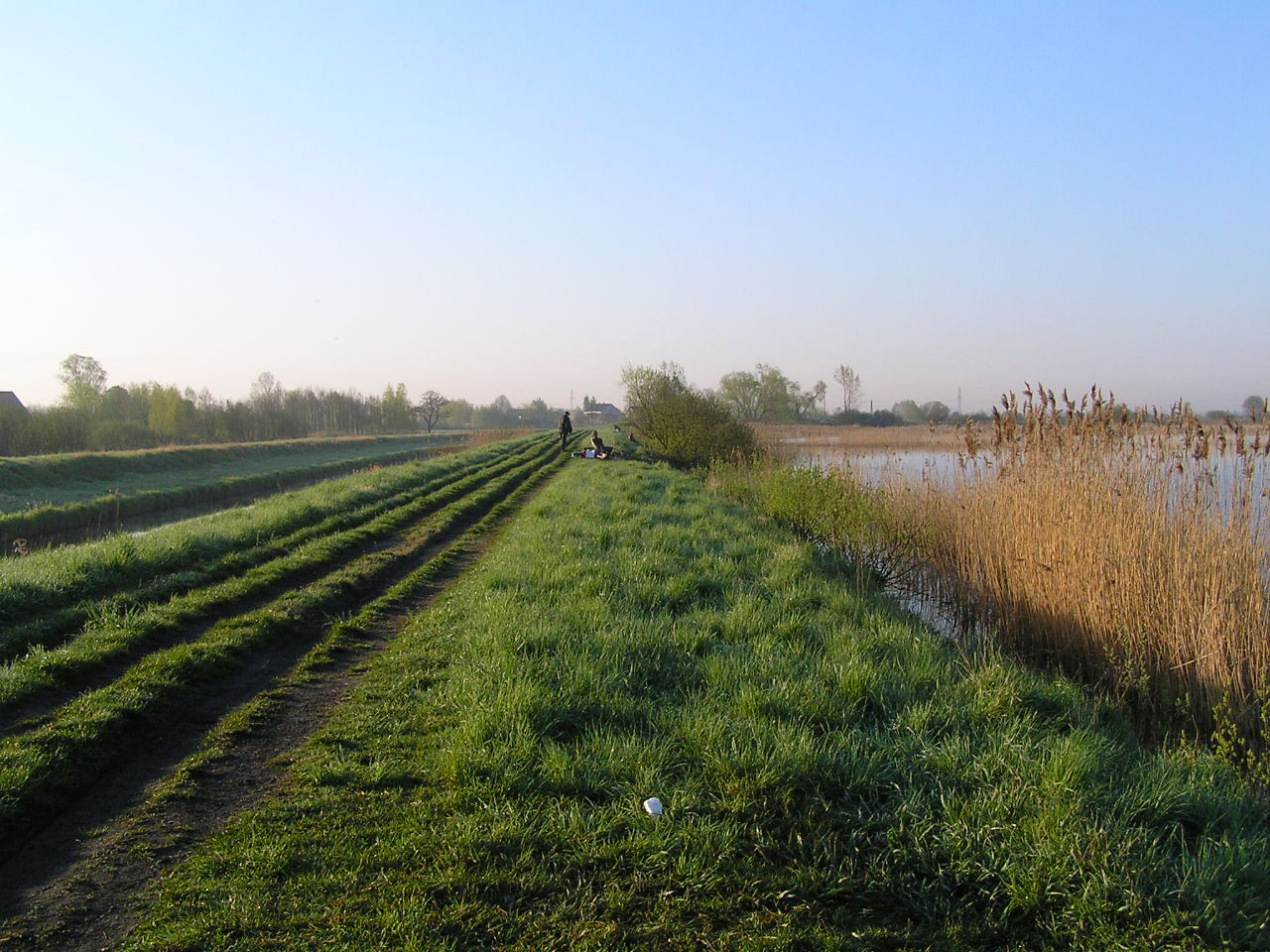
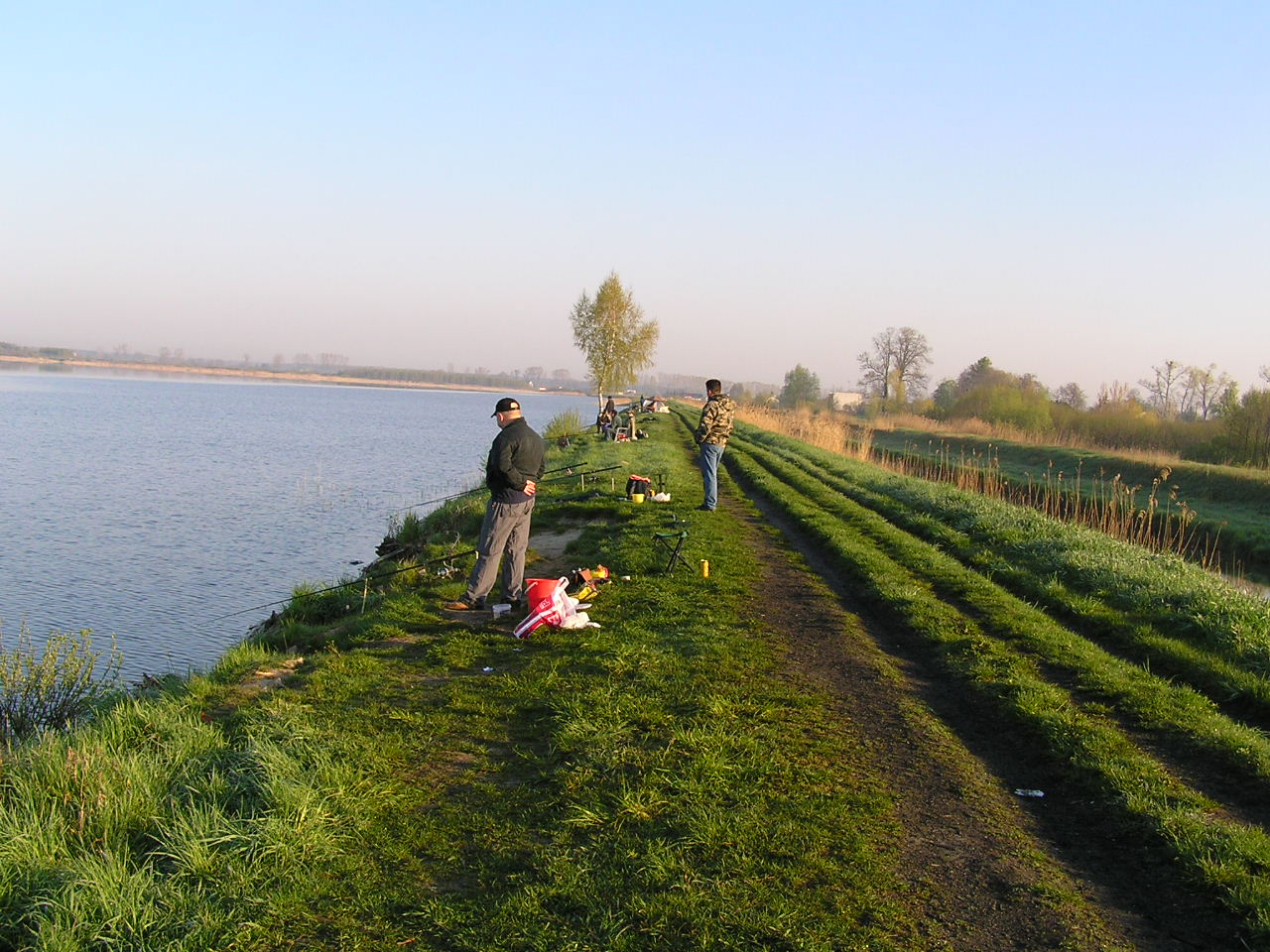
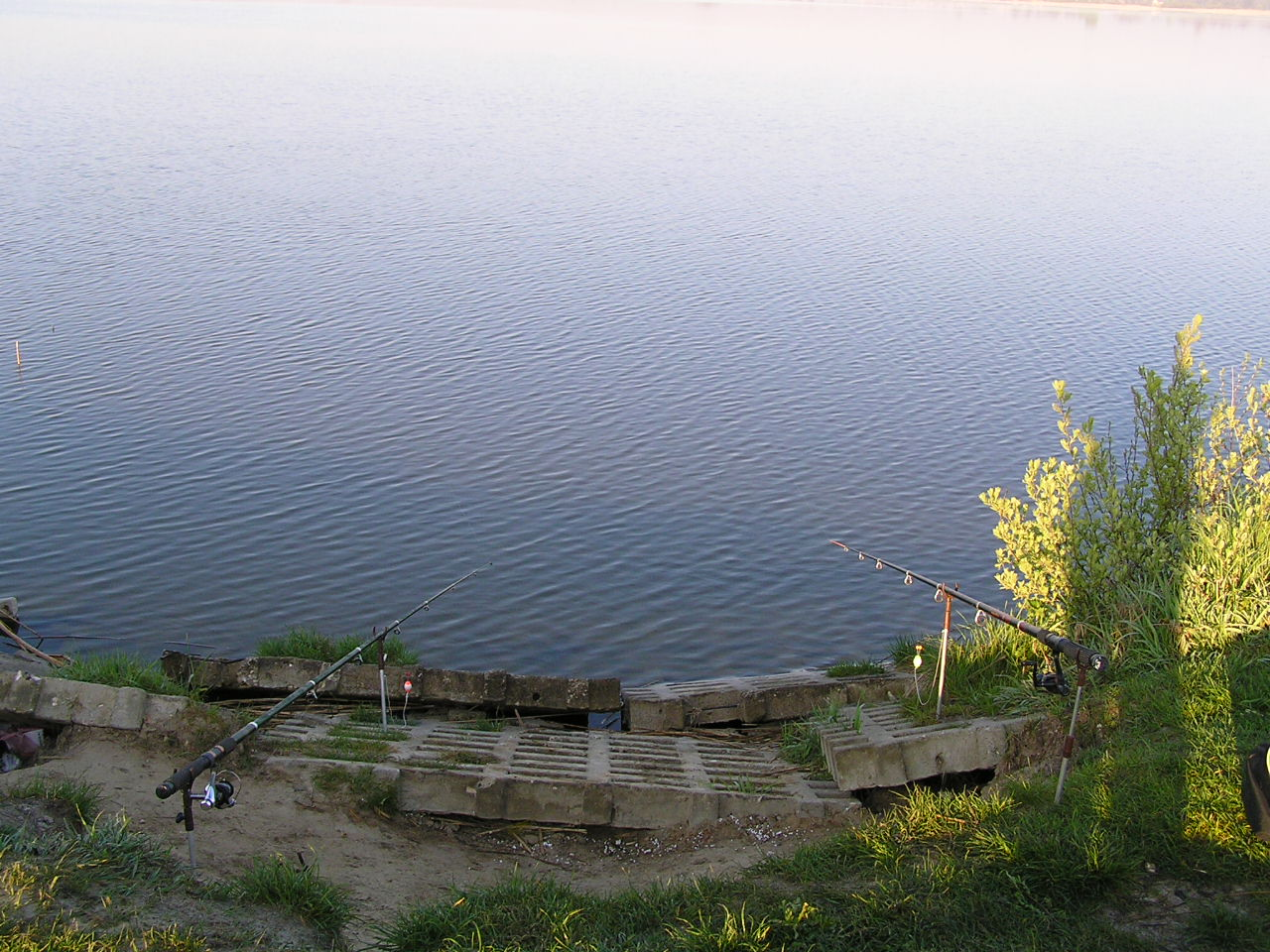

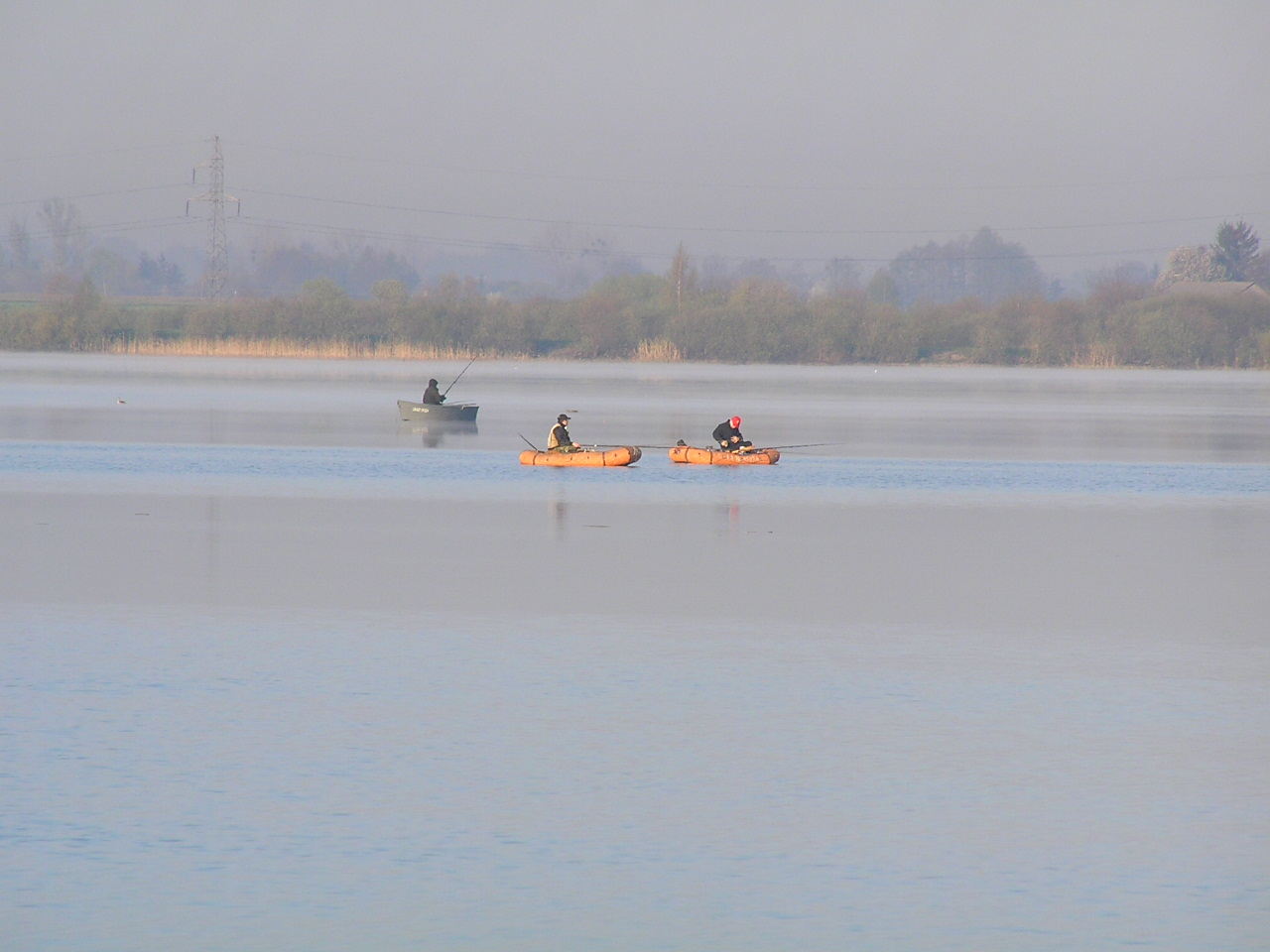
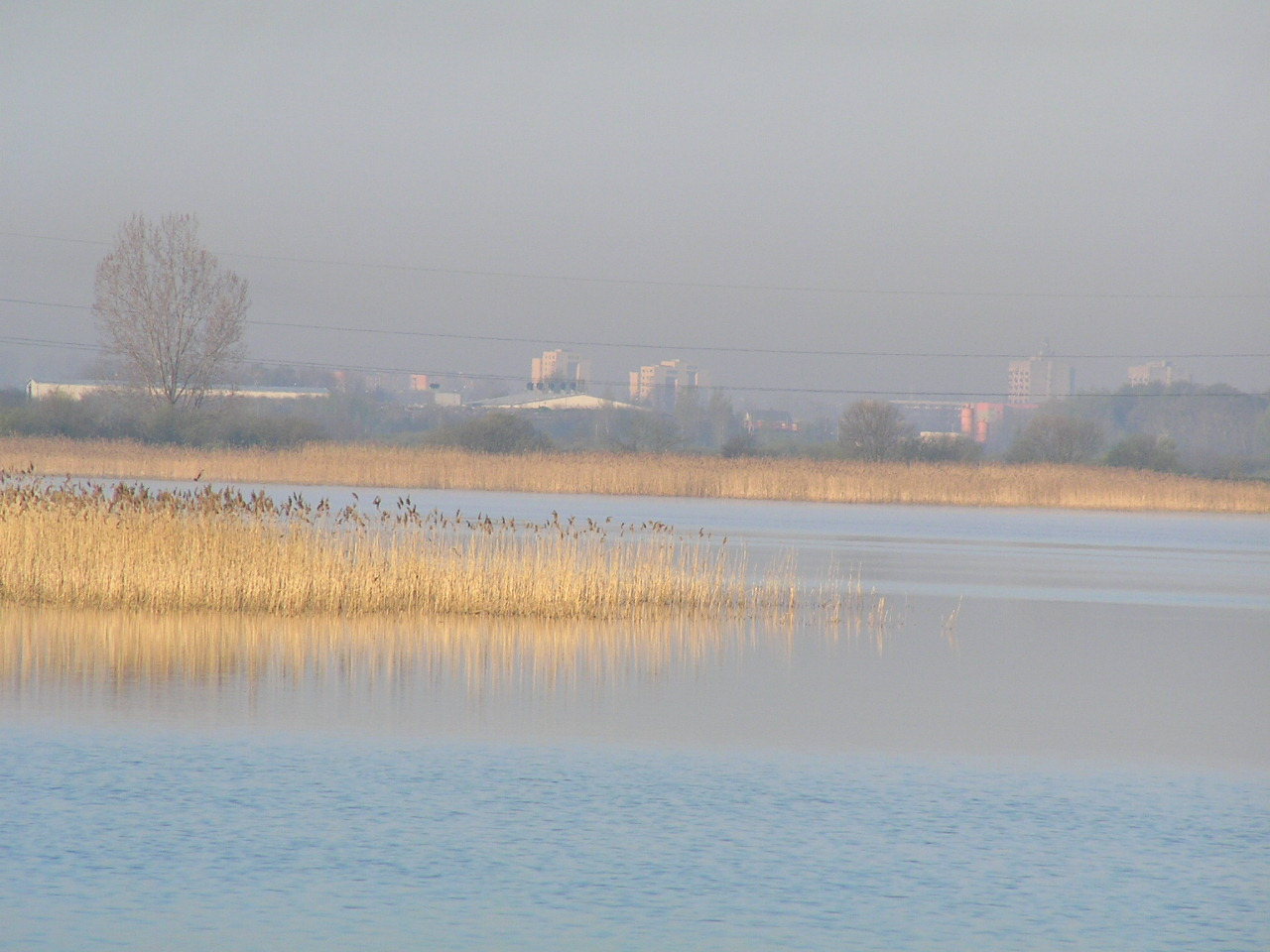
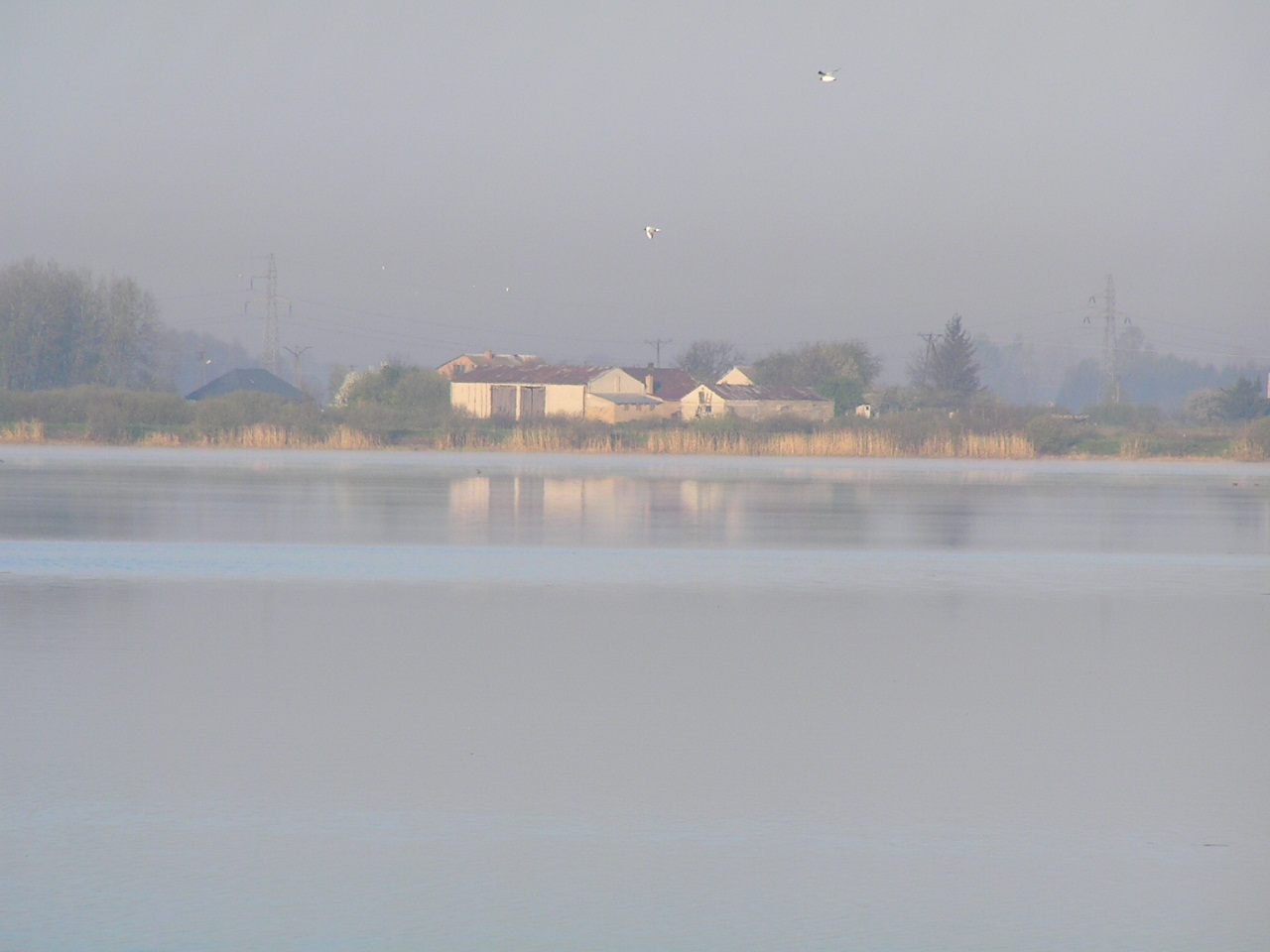

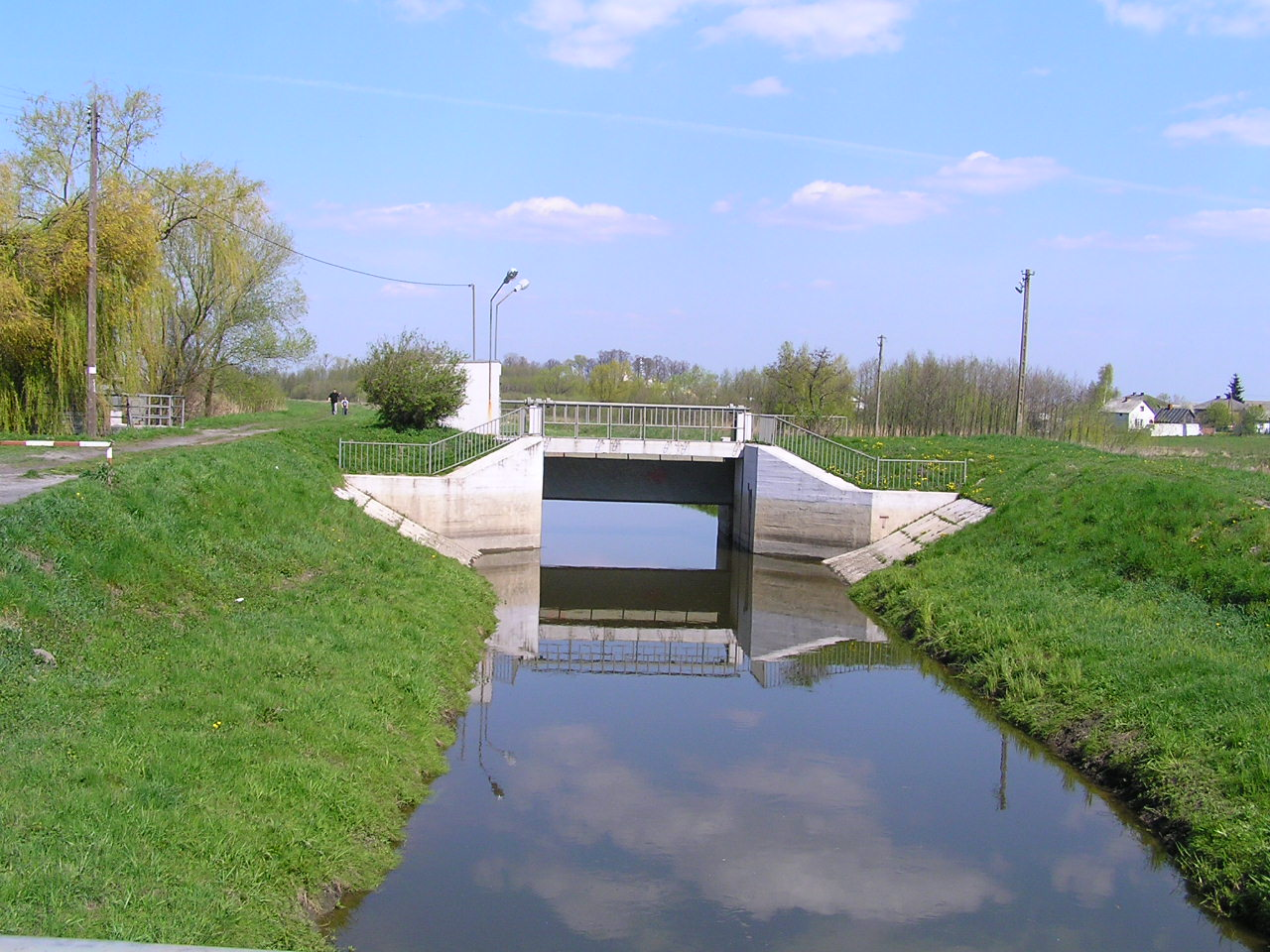
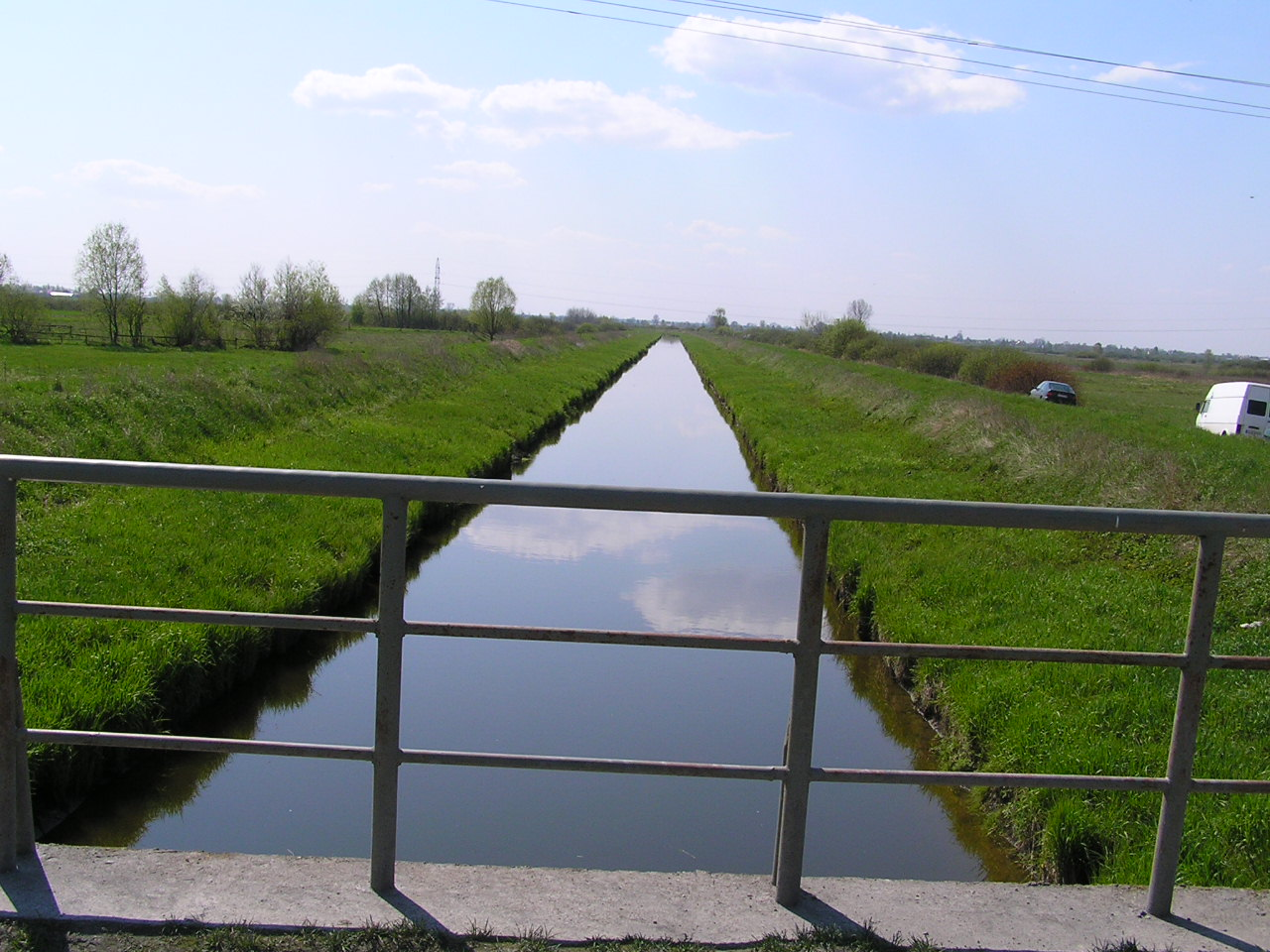